# 胡空
胡 空（こ くう、生没年不詳）は、五胡十六国時代前秦の人物。末期の前秦に忠誠を尽くした。

## 生涯
前秦に仕え、屯騎校尉に任じられていた。
385年、前秦の首都長安が陥落すると、胡空は5千の衆を集め、独自の堡を築いて自衛し、後秦から官爵を授かって安全を保っていた。
後秦の皇帝姚萇は、前秦の天王苻堅殺害後に胡空と徐嵩が築いた堡の間で、王の葬礼をもって苻堅を弔った。
386年12月、前秦の皇帝苻登に徐嵩と共に降伏した。苻登は胡空を輔国将軍・京兆尹に任じた。苻登は改めて苻堅を天子の葬礼で弔った。
これ以降、胡空の事跡は史書に記されていない。

## その他
胡空が築いた胡空堡（現在の陝西省咸陽市彬州市）は、苻登在世時の前秦の首都として重要な役割を果たした。

## 関連事項
- 前秦
- 後秦
- 苻堅
- 苻登
- 姚萇
- 五胡十六国時代の人物一覧